# Futbolista del año en Chile
El futbolista del año en Chile ha sido un reconocimiento entregado por distintos medios de comunicación chilenos para el mejor futbolista de la liga local.
Es una práctica normal, en Chile, que al término de cada año deportivo se confeccionen y publiquen variados "rankings" con la finalidad de destacar a los deportistas que sobresalieron en la práctica de las distintas disciplinas competitivas. Tal como el Círculo de Periodistas Deportivos de Chile (CPD) designa al “Mejor Deportista del Fútbol Profesional”, los medios de comunicación como programas de televisión y publicaciones deportivas (como revistas, periódicos o suplementos deportivos), distinguen al “mejor futbolista”. 
Al futbolista más destacado en la competencia local, se le asignan las más variadas denominaciones, entre ellas: “El Crack del año”, “La Figura del año”, “Valor del año”, “Figura más destacada”, “Futbolista del año”, “Jugador del año”, “Superestrella del año”. Además, en el transcurso del tiempo y como una forma complementaria la mención de "Mejor" se ha ampliado al "Mejor Equipo", el "Mejor Director Técnico", el "Mejor Árbitro".

## Método de elección
Tal como el título varía, la modalidad de elección o nominación tiene variadas génesis, entre las cuales se pueden mencionar:
- Elección Interna - Staff de periodistas
- Encuesta de lectores
- Ranking con puntaje semanal
- Encuesta de periodistas deportivos
- Votación cronistas de todo el país
- Encuesta nacional entre jugadores, técnicos, árbitros y periodistas

## Lista de ganadores
En la detalle de los ganadores, se podrá apreciar que una fuente de origen puede tener más de un designado, como también se ven coincidencias y discrepancias entre las distintas fuentes publicitarias.
| Año  | Jugador                      | Club                 | Elegido por                            | Modalidad electiva                                                    |
| ---- | ---------------------------- | -------------------- | -------------------------------------- | --------------------------------------------------------------------- |
| 1941 | Armando “Norton” Contreras   | Colo-Colo            | Revista Estadio                        | Elección interna - Staff periodistas.                                 |
| 1941 | Sergio Livingstone           | Universidad Católica | Revista Estadio                        | Elección interna - Staff periodistas.                                 |
| 1941 | Óscar Medina                 | Colo-Colo            | Revista Estadio                        | Elección interna - Staff periodistas.                                 |
| 1943 | Raúl Toro                    | Santiago Morning     | Revista Estadio                        | Encuesta entre lectores.                                              |
| 1944 | Sergio Livingstone           | Universidad Católica | Revista Estadio                        | Encuesta entre lectores.                                              |
| 1946 | Juan Manuel Acuña            | Audax Italiano       | Revista Estadio                        | Elección interna - Staff periodistas.                                 |
| 1949 | José Manuel Moreno           | Universidad Católica | Revista Estadio                        | Elección interna - Staff periodistas.                                 |
| 1950 | Atilio Cremaschi             | Unión Española       | Revista Estadio                        | Elección interna - Staff periodistas.                                 |
| 1951 | Hernán Fernández             | Unión Española       | Revista Estadio                        | Elección interna - Staff periodistas.                                 |
| 1953 | Isaac Carrasco               | Audax Italiano       | Revista Estadio                        | Elección interna - Staff periodistas.                                 |
| 1954 | Misael Escuti                | Colo-Colo            | Revista Estadio                        | Elección interna - Staff periodistas.                                 |
| 1956 | Carlos Cubillos              | Unión Española       | Revista Estadio                        | Elección interna - Staff periodistas.                                 |
| 1957 | Juan Soto Mura               | Colo Colo            | Revista Estadio                        | Elección interna - Staff periodistas.                                 |
| 1958 | Leonel Sánchez               | Universidad de Chile | Revista Estadio                        | Elección interna - Staff periodistas.                                 |
| 1958 | Enrique Hormazábal           | Colo-Colo            | Revista Estadio                        | Elección interna - Staff periodistas.                                 |
| 1959 | Mario Moreno                 | Colo-Colo            | Revista Estadio                        | Figura más destacada en anuario.                                      |
| 1960 | Ramiro Cortés                | Audax Italiano       | Revista Estadio                        | Figura más destacada en anuario - Staff periodistas.                  |
| 1961 | Honorino Landa               | Unión Española       | Revista Estadio                        | Figura más destacada en anuario - Staff periodistas.                  |
| 1962 | Raúl Sánchez S.              | Santiago Wanderers   | Revista Estadio                        | Elección interna - Staff periodistas.                                 |
| 1962 | Luis Eyzaguirre              | Universidad de Chile | Revista Gol y Gol                      | Votación de 12 cronistas deportivos.                                  |
| 1963 | Luis Eyzaguirre              | Universidad de Chile | Revista Estadio                        | Elección interna - Staff periodistas.                                 |
| 1963 | Francisco Valdés             | Colo Colo            | Revista Gol y Gol                      | Elección interna - Staff periodistas.                                 |
| 1964 | Leonel Sánchez               | Universidad de Chile | Revista Estadio                        | Elección interna - Staff periodistas.                                 |
| 1964 | Luis Eyzaguirre              | Universidad de Chile | Revista Gol y Gol                      | Votación de 12 cronistas deportivos.                                  |
| 1965 | Leonel Sánchez               | Universidad de Chile | Revista Estadio                        | Elección interna - Staff periodistas.                                 |
| 1965 | Elías Figueroa               | Santiago Wanderers   | Revista Gol y Gol                      | Votación de 12 cronistas deportivos.                                  |
| 1966 | Rubén Marcos                 | Universidad de Chile | Revista Estadio                        | Elección interna - Staff periodistas.                                 |
| 1966 | Pedro Araya Toro             | Universidad de Chile | Revista Gol y Gol                      | Elección interna - Staf periodistas.                                  |
| 1967 | Rubén Marcos                 | Universidad de Chile | Revista Estadio                        | Elección interna - Staff periodistas.                                 |
| 1967 | Pedro Araya Toro             | Universidad de Chile | Revista Gol y Gol                      | Elección interna - Staf periodistas.                                  |
| 1968 | Alberto Fouilloux            | Universidad Católica | Revista Estadio                        | Elección interna - Staff periodistas.                                 |
| 1968 | Alberto Fouilloux            | Universidad Católica | Revista Gol y Gol                      | Elección interna - Staff periodistas.                                 |
| 1969 | Rubén Marcos                 | Universidad de Chile | Revista Estadio                        | Recuento anual.                                                       |
| 1969 | Juan Rodríguez               | Universidad de Chile | Revista Estadio                        | Ranking interno.                                                      |
| 1970 | Juan Rodríguez               | Universidad de Chile | Revista Estadio                        | Elección interna - Staff periodistas.                                 |
| 1971 | Alberto Quintano             | Universidad de Chile | Revista Estadio                        | Recuento anual.                                                       |
| 1971 | Manuel Gaete                 | Unión San Felipe     | Revista Estadio                        | Ranking interno                                                       |
| 1972 | Francisco Valdés             | Colo-Colo            | Revista Estadio                        | Elección interna - Staff periodistas.                                 |
| 1972 | Juan Carlos Sarnari          | Universidad de Chile | Revista Estadio                        | Elección interna - Staff periodistas.                                 |
| 1973 | Francisco Valdés             | Colo-Colo            | Revista Estadio                        | Elección interna - Staff periodistas.                                 |
| 1974 | Antonio Arias                | Unión Española       | Revista Estadio                        | Encuesta diario La Tercera (Periodistas deportivos).                  |
| 1976 | Nicolás Novello              | Unión Española       | Revista Estadio                        | Ranking interno                                                       |
| 1976 | José Luis Ceballos           | Everton              | Revista Foto Sport                     | Elección interna - Staff periodistas.                                 |
| 1977 | Elías Figueroa               | Palestino            | Revista Estadio                        | Ranking - Puntaje fecha a fecha.                                      |
| 1977 | Enzo Escobar                 | Unión Española       | Revista Foto Sport                     | Elección interna - Staff periodistas.                                 |
| 1978 | Elías Figueroa               | Palestino            | Revista Estadio                        | Ranking - Puntaje fecha a fecha.                                      |
| 1978 | Elías Figueroa               | Palestino            | Revista Foto Sport                     | Elección interna - Staff periodistas.                                 |
| 1979 | Carlos Caszely               | Colo-Colo            | Revista Estadio                        | Ranking interno                                                       |
| 1980 | Severino Vasconcelos         | Colo-Colo            | Revista Estadio                        | Ranking interno                                                       |
| 1981 | Lizardo Garrido              | Colo-Colo            | Revista Deporte Total                  | Elección interna - Staff periodistas                                  |
| 1981 | Lizardo Garrido              | Colo-Colo            | Revista Estadio                        | Ranking interno                                                       |
| 1981 | Lizardo Garrido              | Colo-Colo            | Diario La Tercera de la Hora           | Ranking interno periodistas deportivos                                |
| 1982 | Mario Soto                   | Cobreloa             | Revista Deporte Total                  | Ranking - Deportistas, periodistas y gente del fútbol de todo el país |
| 1983 | Carlos Caszely               | Colo-Colo            | Revista Deporte Total                  | Encuesta periodistas deportivos de distintas publicaciones            |
| 1983 | Jorge Aravena                | Universidad Católica | Programa Deporte Total (Radio Minería) | Elección interna - Staff periodistas                                  |
| 1983 | Roberto Rojas                | Colo-Colo            | Revista Punto y Gol                    | Elección interna - Staff periodistas                                  |
| 1984 | Osvaldo Hurtado              | Universidad Católica | Revista Deporte Total                  | Ranking - Deportistas, periodistas y gente del fútbol de todo el país |
| 1985 | Roberto Rojas                | Colo-Colo            | Revista Deporte Total                  | Ranking - Deportistas, periodistas y gente del fútbol de todo el país |
| 1985 | Roberto Rojas                | Colo-Colo            | Revista Triunfo                        | Elección interna - Staff periodistas                                  |
| 1986 | Fernando Astengo             | Colo-Colo            | Revista Triunfo                        | Elección interna - Staff periodistas                                  |
| 1986 | Fernando Astengo             | Colo-Colo            | Revista Deporte Total                  | Encuesta periodistas deportivos de distintas publicaciones            |
| 1986 | Roberto Rojas                | Colo-Colo            | Revista Minuto 90                      | Votación de lectores                                                  |
| 1987 | Jaime Pizarro                | Colo-Colo            | Revista Triunfo                        | Elección interna - Staff periodistas                                  |
| 1987 | Osvaldo Hurtado              | Universidad Católica | Revista Minuto 90                      | Votación de lectores                                                  |
| 1987 | Osvaldo Hurtado              | Universidad Católica | Revista Deporte Total                  | Encuesta periodistas deportivos de distintas publicaciones            |
| 1988 | Daniel Morón                 | Colo-Colo            | Revista Triunfo                        | Ranking – Puntaje cada fecha                                          |
| 1988 | Jaime Pizarro                | Colo-Colo            | Revista Minuto 90                      | Votación de lectores                                                  |
| 1989 | Jaime Pizarro                | Colo-Colo            | Revista Triunfo                        | Ranking – Puntaje cada fecha                                          |
| 1989 | Héctor Puebla                | Cobreloa             | Revista Minuto 90                      | Votación de lectores.                                                 |
| 1990 | Gerardo Reinoso              | Universidad Católica | Revista Minuto 90                      | Elección interna - Staf periodistas.                                  |
| 1990 | Iván Zamorano                | FC St. Gallen        | Revista Triunfo                        | Elección interna                                                      |
| 1991 | Mario Osbén                  | Cobreloa             | Revista Triunfo                        | Ranking – Puntaje cada fecha                                          |
| 1991 | Patricio Toledo              | Universidad Católica | Revista Minuto 90                      | Ranking - Deportistas, periodistas y gente del fútbol de todo el país |
| 1992 | Juan Covarrubias             | Cobreloa             | Revista Triunfo                        | Ranking – Puntaje cada fecha                                          |
| 1992 | Gabriel Mendoza              | Colo-Colo            | Revista Minuto 90                      | Ranking - Deportistas, periodistas y gente del fútbol de todo el país |
| 1992 | Jorge Contreras              | Universidad Católica | Revista Don Balón                      | Elección interna - Staff periodistas                                  |
| 1993 | Jorge Contreras              | Colo-Colo            | Revista Triunfo                        | Ranking – Puntaje cada fecha                                          |
| 1993 | Jorge Contreras              | Colo-Colo            | Revista Minuto 90                      | Ranking – Puntaje cada fecha                                          |
| 1993 | Jorge Contreras              | Colo-Colo            | Revista Don Balón                      | Elección interna - Staff periodistas                                  |
| 1994 | Alberto Acosta               | Universidad Católica | Revista Triunfo                        | Ranking – Puntaje cada fecha                                          |
| 1994 | Alberto Acosta               | Universidad Católica | Revista Minuto 90                      | Ranking – Puntaje cada fecha                                          |
| 1995 | Cristian Traverso            | Universidad de Chile | Revista Triunfo                        | Ranking – Puntaje cada fecha                                          |
| 1996 | Sebastián Rozental           | Universidad Católica | Revista Triunfo                        | Ranking – Puntaje cada fecha                                          |
| 1996 | Sebastián Rozental           | Universidad Católica | Revista Don Balón                      | Elección interna - Staf periodistas                                   |
| 1997 | Pedro Reyes                  | Colo Colo            | Revista Triunfo                        | Ranking – Votación jugadores y entrenadores Primera A.                |
| 1997 | Ivo Basay                    | Colo-Colo            | Revista Deporte Total                  | Ranking – Puntaje cada fecha.                                         |
| 1998 | Marcelo Ramírez              | Colo-Colo            | Revista Triunfo                        | Ranking – Puntaje cada fecha                                          |
| 1998 | José Luís Sierra             | Colo-Colo            | Revista Deporte Total                  | Ranking – Puntaje cada fecha.                                         |
| 1999 | Pedro González               | Universidad de Chile | Revista Triunfo                        | Ranking – Puntaje cada fecha                                          |
| 2000 | Sergio Vargas                | Universidad de Chile | Revista Triunfo                        | Ranking – Puntaje cada fecha                                          |
| 2001 | Jaime Riveros                | Santiago Wanderers   | Revista Triunfo                        | Ranking – Puntaje cada fecha                                          |
| 2002 | Luis Rueda (Clausura)        | Universidad de Chile | Revista Triunfo                        | Ranking – Puntaje cada fecha                                          |
| 2002 | Milovan Mirosevic (Apertura) | Universidad Católica | Revista Triunfo                        | Votación jugadores y entrenadores Primera División                    |
| 2003 | José Luis Sierra (Clausura)  | Unión Española       | Revista Triunfo                        | Ranking – Puntaje cada fecha                                          |
| 2004 | Patricio Galaz (Clausura)    | Cobreloa             | Revista Triunfo                        | Ranking – Puntaje cada fecha                                          |
| 2004 | Jaime Riveros (Apertura)     | Santiago Wanderers   | Revista Triunfo                        | Ranking – Puntaje cada fecha y encuesta público futbolístico          |
| 2006 | Matías Fernández             | Colo-Colo            | Revista El Gráfico                     | Elección interna liga local                                           |
| 2006 | Matías Fernández             | Colo-Colo            | D13 la revista                         | Votación de deportistas                                               |
| 2007 | Carlos Villanueva            | Audax Italiano       | Revista El Gráfico                     | Elección interna liga local                                           |
| 2007 | Carlos Villanueva            | Audax Italiano       | Revista Triunfo                        | Elección interna                                                      |
| 2007 | Humberto Suazo (Apertura)    | Colo-Colo            | Revista El Gráfico                     | Elección interna                                                      |
| 2008 | Lucas Barrios                | Colo-Colo            | Revista El Gráfico                     | Elección interna liga local.                                          |
| 2008 | Lucas Barrios                | Colo-Colo            | Revista Triunfo                        | Elección interna.                                                     |
| 2008 | Gary Medel                   | Universidad Católica | Revista Fútbol Más                     | Elección interna                                                      |
| 2008 | Gary Medel                   | Universidad Católica | Balón de Oro de la ANFP                | Votación en sitio web y opinión de entrenadores y exjugadores         |
| 2009 | Rodrigo Millar               | Colo-Colo            | Revista El Gráfico                     | Elección interna liga local                                           |
| 2009 | Miguel Pinto                 | Universidad de Chile | Balón de Oro de la ANFP                | Votación en sitio web y opinión de entrenadores y exjugadores.        |
| 2010 | Roberto Gutiérrez            | Universidad Católica | Revista El Gráfico                     | Elección interna liga local                                           |
| 2010 | Mauro Olivi                  | Audax Italiano       | Balón de Oro de la ANFP                | Votación en sitio web y opinión de entrenadores y exjugadores         |
| 2011 | Eduardo Vargas               | Universidad de Chile | Revista El Gráfico                     | Elección interna liga local                                           |
| 2011 | Eduardo Vargas               | Universidad de Chile | Balón de Oro de la ANFP                | Votación en sitio web y opinión de entrenadores y exjugadores         |
| 2012 | Carlos Muñoz                 | Colo-Colo            | Revista El Gráfico                     | Elección interna liga local                                           |
| 2012 | José Rojas                   | Universidad de Chile | Balón de Oro de la ANFP                | Elección interna                                                      |
| 2013 | José Rojas                   | Universidad de Chile | Balón de Oro de la ANFP                | Elección interna                                                      |
| 2013 | Julio Barroso                | Colo-Colo            | Balón de Oro de la ANFP                | Elección interna liga local                                           |
| 2014 | Esteban Paredes              | Colo-Colo            | Balón de Oro de la ANFP                | Elección interna                                                      |
| 2014 | Tomás Costa                  | Universidad Católica | Revista El Gráfico                     | Elección interna liga local                                           |
| 2015 | Esteban Paredes              | Colo-Colo            | Balón de Oro de la ANFP                | Elección interna                                                      |
| 2015 | Jean Beausejour              | Colo-Colo            | Revista El Gráfico                     | Elección interna liga local                                           |
| 2016 | José Pedro Fuenzalida        | Universidad Católica | Revista El Gráfico                     | Elección interna                                                      |
| 2017 | Lorenzo Reyes                | Universidad de Chile | Revista El Gráfico                     | Elección interna                                                      |
| 2018 | Luciano Aued                 | Universidad Católica | Balón de Oro ANFP/Revista El Gráfico   | Elección interna                                                      |
| 2020 | Matías Dituro                | Universidad Católica | Balón de Oro ANFP/Revista El Gráfico   | Elección interna                                                      |

## Equipo del año en Chile (1991-2000)
Además de elegir al mejor futbolista, también se ha elegido a la mejor nómina de jugadores en sus respectivas posiciones de juego:

### 1991
- Mejor jugador del año: Mario Osbén (Cobreloa).
- Mejor árbitro del año: Hernán Silva Arce.
- Mejor director técnico del año: José Sulantay (Coquimbo Unido).
- Equipo ideal del año:

- Mario Osbén (Cobreloa).
- Lizardo Garrido (Colo-Colo).
- José Guillermo del Solar (Universidad Católica).
- Javier Toledo (Coquimbo Unido).
- Javier Margas (Colo-Colo).
- Eduardo Vilches (Colo-Colo).
- Gabriel Mendoza (Colo-Colo).
- Jaime Pizarro (Colo-Colo).
- Jorge Contreras (Universidad Católica).
- Marco Antonio Figueroa (Cobreloa).
- Rubén Martínez (Colo-Colo).

### 1992
- Mejor jugador del año: Juan Covarrubias (Cobreloa).
- Mejor árbitro del año: Carlos Robles Mella.
- Mejor director técnico del año: José Sulantay (Cobreloa).
- Equipo ideal del año:

- Marco Antonio Cornez (Deportes Antofagasta).
- Rogelio Delgado (Universidad de Chile).
- Daniel López (Universidad Católica).
- Ronald Fuentes (Cobresal).
- Gabriel Mendoza (Colo-Colo).
- Jaime Pizarro (Colo-Colo).
- Norberto Retamar (Cobreloa).
- José Milton Melgar (Everton).
- Juan Covarrubias (Cobreloa).
- José Horacio Lugo (Deportes Concepción).
- Aníbal González (Colo-Colo).

### 1993
- Mejor jugador del año: Jorge Contreras (Colo-Colo).
- Mejor árbitro del año: Rafael Hormazábal.
- Mejor director técnico del año: Mirko Jozic (Colo-Colo).
- Equipo ideal del año:

- Marcelo Ramírez (Colo-Colo).
- Rogelio Delgado (Universidad de Chile).
- Lizama (Deportes Concepción).
- Javier Margas (Colo-Colo).
- Gabriel Mendoza (Colo-Colo).
- Roberto Reynero (Deportes Temuco).
- Miguel Ramírez (Colo-Colo).
- Ricardo Lunari (Universidad Católica).
- Jorge Contreras (Colo-Colo).
- Marco Antonio Figueroa (Cobreloa).
- Patricio Yáñez (Colo-Colo).

### 1994
- Mejor jugador del año: Alberto Acosta (Universidad Católica).
- Mejor árbitro del año: Hernán Silva Arce.
- Mejor director técnico del año: Jorge Socías (Universidad de Chile).
- Equipo ideal del año:

- Marco Antonio Cornez (Regional Atacama).
- Cristián Castañeda (Universidad de Chile).
- Pablo Lenci (Coquimbo Unido).
- Ronald Fuentes (Universidad de Chile).
- Fabián Guevara (Universidad de Chile).
- Patricio Mardones (Universidad de Chile).
- Nelson Parraguez (Universidad Católica).
- Esteban Valencia (Universidad de Chile).
- Néstor Gorosito (Universidad Católica).
- Alberto Acosta (Universidad Católica).
- Marcelo Salas (Universidad de Chile).

### 1995
- Mejor jugador del año: Cristian Traverso (Universidad de Chile)
- Mejor árbitro del año: Eduardo Gamboa
- Mejor director técnico del año: Jorge Socías (Universidad de Chile)
- Equipo ideal del año:

- Nelson Tapia (Universidad Católica).
- Jaime Lopresti (Coquimbo Unido).
- Pablo Lenci (Coquimbo Unido).
- Cristian Traverso (Universidad de Chile).
- Claudio Lizama (Universidad Católica).
- Luis Musrri (Universidad de Chile).
- Jorge Contreras (Deportes Concepción).
- José Correa (Regional Atacama).
- Gabriel Caballero (Deportes Antofagasta).
- Alberto Acosta (Universidad Católica).
- Aníbal González (Palestino)

### 1996
- Mejor jugador del año: Sebastián Rozental (Universidad Católica)
- Mejor árbitro del año: Iván Guerrero
- Mejor director técnico del año: Gustavo Benitez (Colo-Colo)
- Equipo ideal del año:

- Marcelo Ramírez (Colo-Colo).
- Cristián Castañeda (Universidad de Chile).
- Pablo Lenci (Coquimbo Unido).
- Pedro Reyes (Colo-Colo).
- Marcelo Miranda (Cobreloa).
- Emerson (Colo-Colo).
- Claudio Borghi (Audax Italiano).
- Marcelo Espina (Colo-Colo).
- José Luis Sierra ((Colo-Colo).
- Mario Véner (Santiago Wanderers).
- Sebastián Rozental (Universidad Católica).

### 1997
- Mejor jugador del año: Pedro Reyes (Colo-Colo)
- Mejor árbitro del año: Carlos Robles Mella
- Mejor director técnico del año: Fernando Carvallo (Universidad Católica)
- Equipo ideal del año:

- Nelson Tapia (Universidad Católica).
- Catê (Universidad Católica).
- Javier Margas (Universidad Católica).
- Pedro Reyes (Colo-Colo).
- Rafael Olarra (Audax Italiano).
- Marcelo Espina (Colo-Colo).
- Clarence Acuña (Universidad de Chile).
- Wilson Contreras (Huachipato).
- Rodrigo Valenzuela (Unión Española).
- David Bisconti (Universidad Católica).
- Ivo Basay (Colo-Colo).

### 1998
- Mejor jugador del año: Marcelo Ramírez (Colo-Colo)
- Mejor árbitro del año: Eduardo Gamboa
- Mejor director técnico del año: Gustavo Benitez (Colo-Colo)
- Equipo ideal del año:

- Marcelo Ramírez (Colo-Colo).
- Mauricio Pozo (Deportes Concepción).
- Miguel Ramírez (Universidad Católica).
- Pedro Reyes (Colo-Colo).
- Francisco Rojas (Colo-Colo).
- Marcelo Espina (Colo-Colo).
- Carlos Guirland (Audax Italiano).
- Cristián Uribe (Huachipato).
- Leonardo Rodríguez (Universidad de Chile).
- Marco Antonio Figueroa (Universidad Católica).
- Pedro González (Universidad de Chile).

### 1999
- Mejor jugador del año: Pedro González (Universidad de Chile)
- Mejor árbitro del año: Mario Sánchez
- Mejor director técnico del año: César Vaccia (Universidad de Chile)
- Equipo ideal del año:

- Sergio Vargas (Universidad de Chile).
- Marcelo Miranda (Cobreloa).
- Rafael Olarra (Universidad de Chile).
- Jorge Vargas (Universidad Católica).
- Eduardo Arancibia (Universidad de Chile).
- Pablo Abdala (Cobreloa).
- Esteban Valencia (Universidad de Chile).
- Pablo Caballero Cáceres (Huachipato).
- Jaime Riveros (Cobreloa).
- Mario Núñez (O'Higgins).
- Pedro González (Universidad de Chile).

### 2000
- Mejor jugador del año: Sergio Vargas (Universidad de Chile)
- Mejor árbitro del año: Claudio Fuenzalida
- Mejor director técnico del año: César Vaccia (Universidad de Chile)
- Equipo ideal del año:

- Sergio Vargas (Universidad de Chile).
- Mauricio Pozo (Deportes Concepción).
- Rafael Olarra (Universidad de Chile).
- Ricardo Rojas (Universidad de Chile).
- José Carrasco (O'Higgins).
- Luis Chavarría (Deportes Concepción).
- Milovan Mirosevic (Universidad Católica).
- Rodrigo Tello (Universidad de Chile).
- Jaime Riveros (Cobreloa).
- Reinaldo Navia (Santiago Wanderers).
- Pedro González (Universidad de Chile).